# Стеха
Сте́ха — річка в Україні, у Шишацькому районі Полтавської області. Ліва притока Груні (басейн Дніпра).

## Опис
Довжина річки приблизно 21,7 км.

## Розташування
Бере початок на південному заході від Дуб'янщини. Тече переважно на південний захід спочатку понад Носи, потім через Ковалівку і впадає у річку Грунь, праву притоку Псла.